# Ozarba molybdota
Ozarba molybdota là một loài bướm đêm trong họ Noctuidae.